# Arne Helldén
Bertil Arne Helldén, född 16 juli 1921 i Karlsborg, död 2009 i Bankekind utanför Linköping, var en svensk folkhögskolelärare, idéhistoriker, universitetslektor i statsvetenskap och författare. Inom svensk skoldebatt har han uppträtt som försvarare av betyg och är initiativtagare till Kunskapsrörelsen.

## Biografi
Helldén studerade vid Stockholms högskola och arbetade sedan i 20 år som lärare vid Medlefors folkhögskola i Skellefteå. Han blev senare lektor i statsvetenskap vid Umeå universitet och fick 1970 samma tjänst vid Linköpings universitet, där han stannade till pensioneringen 1986.
1979 startade Arne Helldén och folkögskoleläraren Jan Peterson Kunskapsrörelsen som bildade Föreningen för Kunskap i Skolan (FKS). 1980 bröt Arne Helldén och Jan Peterson med FKS och bildade Aktionsgruppen för Kunskap i Skolan (AKS), vilken som mest hade 800 medlemmar och utgav tidskriften Äpplet (1981-1991), ISSN 0282-1303, Libris 3617793.
Han var också delaktig när Föreningen Vetenskap och Folkbildning grundades 1982.